# 巴利·聖烈治
巴利·聖烈治（英語：Barry St. Leger，1733年5月1日（受洗）—1793年12月26日），英國愛爾蘭裔軍官。
聖烈治的生年不詳。現存紀錄顯示，聖烈治的父親約翰·聖烈治爵士（Sir John St. Leger）是愛爾蘭的軍人和官員，並且是第一代當納雷子爵亞瑟·聖烈治的侄子。約翰·聖烈治一共生有五子，其中四子安東尼·聖烈治曾經當選英國國會議員，並且是英國賽馬聖烈治錦標的始創者。巴利·聖烈治是約翰·聖烈治的五子，在1733年5月1日於愛爾蘭基爾代爾鎮受洗。
聖烈治在1745年入讀伊頓公學，再於1751年至1755年間就讀劍橋大學彼得學院。1756年聖烈治加入英國陸軍的第28步兵軍團，並隨軍前往北美參與法國印第安戰爭。聖烈治在北美戰場逐漸嶄露頭角，於1758年3月24日獲任命為第48步兵軍團的上尉，先後參與路易堡圍城戰及亞伯拉罕平原戰役，再在1762年9月16日轉任第95步兵軍團少校。
北美戰事結束後，聖烈治繼續在陸軍服役。他在1772年5月25日陞任中校，但要到1775年5月20日，才獲任命指揮第34步兵軍團，其時美國獨立戰爭已經爆發。1776年聖烈治的部隊被派往英屬魁北克省增援，驅逐遠征加拿大的大陸軍士兵。聖烈治本人參與了三河市之戰，並很快獲得魁北克省總督蓋伊·卡爾頓及約翰·伯戈因少將賞識。1777年伯戈因率軍由加拿大向南進攻，引發薩拉托加戰役。他任命聖烈治為名譽准將，率領西路軍兵及北美原住民部隊，沿著莫華克河谷地東進，再在奧爾巴尼以北一帶與伯戈因會師。不過聖烈治的部隊在史坦域斯堡圍城戰中遇上阻滯，而原住民部隊又在奧里斯卡尼戰役遭受重創，憤而自行解散。這使聖烈治被迫沿路撤回加拿大，而伯戈因則陷入包圍而向美軍投降。
聖烈治在薩拉托加之敗後，仍獲得新任魁北克省總督腓特烈·哈德曼爵士重用。他在1780年11月17日獲陞任上校，並且執行哈德曼的侵擾與離間政策。在兩人的協力下，英國在尚普蘭湖的勢力反而比薩拉托加戰役前更為穩固，而佛蒙特共和國更因與新罕布什爾州及紐約州陷入土地糾紛，而一度考慮加入英國。聖烈治在1781年率領英軍再次攻佔提康德羅加堡，並嘗試與佛蒙特軍政府再作商討。不過計劃最終因約克鎮圍城戰役敗訊傳抵北方、英國宣佈停止北美軍事行動而終結。
獨立戰爭結束後，聖烈治在1784年11月曾短暫接任哈德曼的加拿大英軍總司令一職，但他卻以健康欠佳為由，自行在年底辭職退役。退役後聖烈治行踪不明，以致他的髮妻一度以為聖烈治已經死亡，更在1787年自行立下遺囑。後來聖烈治在1788年出席髮妻喪禮，並確認她的遺囑。這顯示聖烈治在戰後回到英國生活。1793年5月，聖烈治在諾定咸郡禾克索普與另一女子結婚。兩人已經相處一段時間，並分別在1766年和1783年育有一子一女。聖烈治在1793年12月26日於禾克索普去世。